# اسپاندئو بالت
اسپاندائو بالت (به انگلیسی: Spandau Ballet) گروه موسیقی انگلیسی است.